# Ainasjärvi
Ainasjärvi är en sjö i Kiruna kommun i Lappland och ingår i Torneälvens huvudavrinningsområde. Sjön är 10,7 meter djup, har en yta på 0,997 kvadratkilometer och är belägen 347,9 meter över havet. Ainasjärvi ligger i Torne och Kalix älvsystem Natura 2000-område. Sjön avvattnas av vattendraget Bergsmannijoki. Vid provfiske har abborre, gädda och sik fångats i sjön.

## Delavrinningsområde
Ainasjärvi ingår i det delavrinningsområde (751866-171349) som SMHI kallar för Utloppet av Ainasjärvi. Medelhöjden är 395 meter över havet och ytan är 14,74 kvadratkilometer. Det finns ett avrinningsområde uppströms, och räknas det in blir den ackumulerade arean 69,61 kvadratkilometer. Bergsmannijoki som avvattnar avrinningsområdet har biflödesordning 3, vilket innebär att vattnet flödar genom totalt 3 vattendrag innan det når havet efter 364 kilometer. Avrinningsområdet består mestadels av skog (82 procent). Avrinningsområdet har 1,34 kvadratkilometer vattenytor vilket ger det en sjöprocent på 9,1 procent.

## Historia
Ainasjärvi omnämns i gamla skattelängder som Anis (1568), Ainis (1576, 1594) eller Eners träsk (1595). Sjön brukades av samer inom lappbyn Siggevara eller Lullebyn (Nederbyn), som omfattade den östra delen av Jukkasjärvi socken.